# Construction in Space
Olga Neuwirth componeerde Construction in Space in 2000.
De compositie is geschreven voor vier solisten (bas- en contrabasklarinet; basfluit; saxofoon en tuba), vier ensemblegroepen en elektronica. Het werk is opgedragen aan de 75e verjaardag van Pierre Boulez. Tijdsduur van de compositie ligt rond de 45 minuten.
Het muziekstuk is gebaseerd op twee zaken:

1.Ray Bradbury geeft in zijn verhaal "The Long rain" het volgende verhaal weer: Op Venus is ooit een overlevingskoepel gebouwd; vier astronauten landen op de planeet en gaan op zoek naar die koepel; de eeuwigdurende regen zorgt echter dat de astronauten dan weer verkeerd lopen; volledige gedesorienteerd raken en dat de paniek toe slaat; uiteindelijk geraakt slechts een van de astronauten bij de koepel; Bradbury laat het verhaal hier een wending nemen; het is niet duidelijk of de astronaut de koepel daadwerkelijk bereikt of dat de astronaut een visioen van die koepel heeft; gedurende de lange reis is er geen minuut stilte en blijft het maar doorregenen (op Venus bestaat de regen grotendeels uit agressieve zuren);

2.Neuwirth is gefascineert door kunstobjecten van Naum Gabo; die kunstvoorwerpen lijken geen begin en/of eind te hebben; hangen onbewogen in de ruimte, maar hebben wel een zichtbare constructie (en dragen dus de naam construction is space).
Neuwirth heeft die eindeloze regen vertaald naar de tape die meelopt tijdens de uitvoering; het is dus geen moment stil; daarnaast gaat de muziek alle kanten op; er zit geen enkel verband tussen diverse secties; soms lijkt de compositie te beginnen, maar breekt dan weer abrupt af. Bij de uitvoering zit het publiek omringd door de vier groepen van musici en kan dus geen kant op; erboven hangt een koepel, die het geluid nog opvangt en terugkaatst. Zo heeft Neuwirth de mensen gevangen in de koepel. Bij de uitvoering in Donaueschingen voelde het concertpubliek zich geïntimideerd door de wijze van muziekuitvoering, hetgeen de bedoeling is om de paniek van de ruimtevaarders te voelen.
Construction is Space is de titel als het werk als concertuitvoering wordt gespeeld. Als de uitvoering wordt begeleid door een film, die het verhaal weergeeft wordt de compositie "The long rain" genoemd.